# Changpa

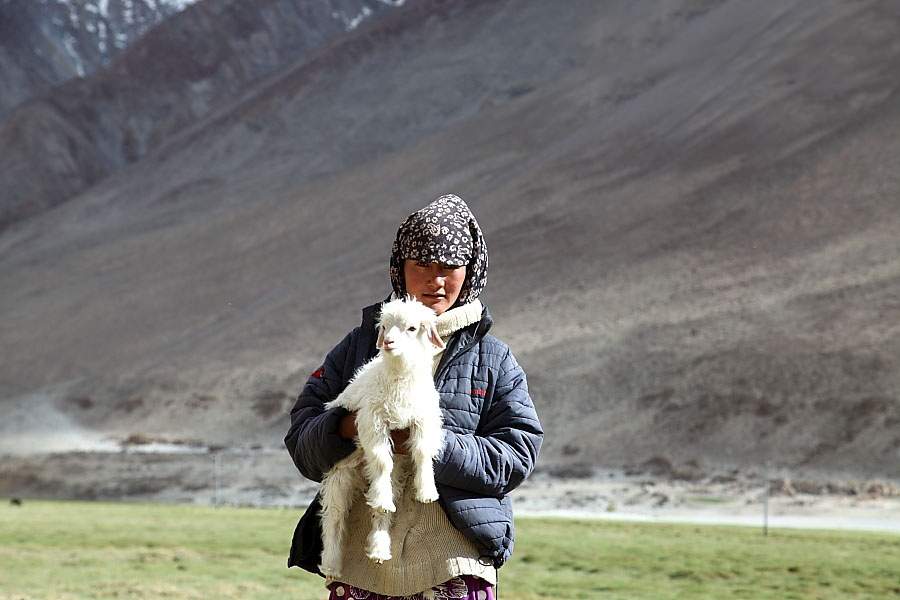
Pastora changpa con un cordero.

Los changpa o champa son un pueblo tibetano seminómada que se encuentra principalmente en Changtang en Ladakh y en Jammu y Cachemira. Un número más pequeño reside en las regiones occidentales de la región autónoma de Tíbet y fue parcialmente reubicado para el establecimiento de la reserva natural de Changtang. Hacia 1989 había medio millón de nómadas que vivían en el área de Changtang. El cineasta Gaurav Jani realizó un documental sobre los changpa, titulado Riding Solo to the Top of the World.

## Los changpa del Tíbet
La patria de los changpa es una meseta de altitud conocida como Changtang, que forma una porción del Tíbet occidental y norteño que se extiende al Ladakh suroriental. La palabra changpa significa "norteños" en tibetano. A diferencia de muchos otros grupos nómadas del Tíbet, los changpa no sufren la presión de los agricultores establecidos, ya que la gran mayoría de la tierra que habitan es demasiado inhóspita para la agricultura.
La mayor parte del Changtang tibetano está ahora protegida por reservas naturales que conforman la Reserva Natural de Changtang, la segunda mayor reserva natural del mundo y cuatro nuevas reservas pequeñas adyacentes que totalizan 496.000 km² de Reservas Naturales conectadas, lo que representa una superficie casi tan grande como España, y más grande que la de 197 países. Desde que las reservas se han establecido, ha habido un aumento de población en el número de especies en peligro de extinción. Las áreas protegidas se extienden a través de partes de la Región Autónoma del Tíbet, Xinjiang y Qinghai en China.

## Los changpa de Jammu y Cachemira
Los changpa de Ladakh son pastores de gran altura y crían sobre todo yaks y cabras. Entre los changpa de Ladakh, aquéllos que todavía son nómadas se conocen como phalpa, y conducen sus manadas desde el valle de Hanley hasta la aldea de Lato. En Hanley hay seis asentamientos aislados, donde residen los changpa sedentarios, conocidos como fangpa. A pesar de sus diferentes estilos de vida, ambos grupos se casan entre sí. Los changpa hablan changskhat, un dialecto del tibetano, y practican el budismo tibetano.
Sólo una pequeña parte de Changthang cruza la frontera hacia Ladakh, en el estado indio de Jammu y Cachemira. Es, sin embargo, una ruta históricamente importante para los viajeros que viajan de Ladakh a Lhasa, y ahora tiene muchas características diferentes debido a ser parte de la India. Históricamente, los changpa del Ladakh emigrarían con sus rebaños al Tíbet, pero tras la toma china del Tíbet, esta ruta ha sido cerrada. A partir de 2001, los changpa se identificaron como tribu clasificada según el programa de la reservación del gobierno indio de la acción afirmativa.